# Тоне (Женева)
Тоне (фр. Thônex) — місто  в Швейцарії в кантоні Женева.

## Географія
Місто розташоване на відстані близько 130 км на південний захід від Берна, 6 км на схід від Женеви.
Тоне має площу 3,8 км², з яких на 71,9% дозволяється будівництво (житлове та будівництво доріг), 22,7% використовуються в сільськогосподарських цілях, 4,4% зайнято лісами, 1% не є продуктивними (річки, льодовики або гори).

## Демографія
2019 року в місті мешкало 14 182 особи (+4,6% порівняно з 2010 роком), іноземців було 34,2%. Густота населення становила 3713 осіб/км².
За віковим діапазоном населення розподілялося таким чином: 21% — особи молодші 20 років, 60% — особи у віці 20—64 років, 19% — особи у віці 65 років та старші. Було 5638 помешкань (у середньому 2,5 особи в помешканні).
Із загальної кількості 5862 працюючих 14 було зайнятих в первинному секторі, 1256 — в обробній промисловості, 4592 — в галузі послуг.